# Clostridium phytofermentans
Clostridium phytofermentans è una specie di batterio appartenente alla famiglia delle Clostridiaceae.